# Francesco Morano
Pour les articles homonymes, voir Morano.
Francesco Morano (8 juin 1872 - 12 juillet 1968), est un cardinal italien de l'Église catholique romaine.

## Biographie
Ordonné prêtre en 1897, Francesco Morano est nommé assistant à l'observatoire du Vatican en 1900 et commence ainsi sa carrière de 59 ans au sein de la diplomatique et de l'administration du Vatican, atteignant le poste de secrétaire du tribunal suprême de la Signature apostolique en 1944.
Il demeure en poste jusqu'en 1959, année où le pape Jean XXIII le crée cardinal. Il est le plus âgé des cardinaux au moment de son décès.